# Taling Chan
Taling Chan (in thailandese: ตลิ่งชัน) è uno dei 50 distretti (khet) della città di Bangkok, in Thailandia.